# Ohta Publishing
Ohta Publishing (太田出版, Ōta Shuppan), aussi appelé Ohta Shuppan, est une maison d'édition japonaise fondée en 1985.

## Magazines
- Manga Erotics F
- QuickJapan
- Kettle
- At Plus (atプラス?)
- D/sign